# Зоран Арсенич
Зоран Арсенич (хорв. Zoran Arsenić, нар. 2 червня 1994, Осієк) — хорватський футболіст, захисник польського «Ракува».

## Ігрова кар'єра
Народився 2 червня 1994 року в місті Осієк. Вихованець клубу «Осієк», за юнацькі та молодіжні команди якого виступав з 2008 по 2011 рік. У дорослому футболі дебютував 2011 року виступами за команду клубу «Вишневац», в якій провів один сезон, взявши участь у 2 матчах чемпіонату. Через півроку повернувся до «Осієку», а в 2013 році був переведений до першої команди клубу. У Першій лізі Хорватії дебютував 22 липня 2013 року в програному (1:2) поєдинку проти «Локомотиви» (Загреб). 9 серпня 2013 року відправився в річну оренду до «Сегести». У його футболці зіграв у 12-и матчах чемпіонату. Наступного сезону виступав в оренді в «Сесвете», у футболці якої в 20-и матчах чемпіонату відзначився 2-а голами.
У січні 2017 року уклав попередній контракт з клубом «Вісла» (Краків), який повинен був набрати чинності в липні того ж року. У відповідь на цей крок його тодішній клуб перевів Зорана до дублюючого складу, де хорват догравав до завершення угоди. Окрім цього «Осієк» не дозволяв йому грати в офіційних матчах. В Екстраклясі Арсенич дебютував 14 липня 2017 року в переможному (2:1) проти Погоні (Щецин). Зоран вийшов на поле на 85-й хвилині, замінивши Франа Велеса. 17 лютого 2018 року відзначився дебютними (двома) голами в чемпіонаті, сталося це в переможному (3:2) поєдинку проти «Арки» (Гдиня).
17 травня 2018 року підписав з клубом новий контракт, який повинен був бути чинним до 2022 року.
На початку січня 2019 року, через заборгованості по виплаті заробітної плати з боку «Вісли», Зоран розірвав контракт з клубом. 16 січня 2019 року підписав 3,5-річний контракт з «Ягеллонією». За наступні півтора роки відіграв за білостоцьку команду 44 гри у національній першості.
7 вересня 2020 року повернувся на батьківщину, приєднавшись до лав «Рієки» на правах оренди до завершення сезону 2020/21.

## Особисте життя
В юні роки його кумирами були Алессандро Неста та Матс Гуммельс. Також Арсенич надихався грою хорвата Ведрана Чорлуки.

## Статистика виступів
(Станом на 29 травня 2018)
| Клуб               | Сезон     | Ліга     | Ліга        | Ліга  | Ліга | Кубок країни | Кубок країни | Єврокубки | Єврокубки | Загалом | Загалом |
| Клуб               | Сезон     | Ліга     | Ліга        | Матчі | Голи | Матчі        | Голи         | Матчі     | Голи      | Матчі   | Голи    |
| ------------------ | --------- | -------- | ----------- | ----- | ---- | ------------ | ------------ | --------- | --------- | ------- | ------- |
| «Вишневац»         | 2011/2012 | Хорватія | Третя ліга  | 2     | 0    | ?            | ?            | –         | –         | 2       | 0       |
| «Осієк»            | 2013/2014 | Хорватія | Перша ліга  | 1     | 0    | 0            | 0            | –         | –         | 1       | 0       |
| «Сегеста» (оренда) | 2013/2014 | Хорватія | Друга ліга  | 19    | 0    | 0            | 0            | –         | –         | 19      | 0       |
| «Сесвете» (оренда) | 2014/2015 | Хорватія | Друга ліга  | 20    | 2    | 0            | 0            | –         | –         | 20      | 2       |
| «Осієк»            | 2015/2016 | Хорватія | Перша ліга  | 24    | 0    | 2            | 0            | –         | –         | 26      | 0       |
| «Осієк»            | 2016/2017 | Хорватія | Перша ліга  | 17    | 0    | 3            | 0            | –         | –         | 20      | 0       |
| «Вісла» (Краків)   | 2017/2018 | Польща   | Екстракляса | 31    | 3    | 2            | 0            | –         | –         | 33      | 3       |
| Загалом            | Загалом   | Загалом  | Загалом     | 114   | 5    | 7            | 0            | 0         | 0         | 121     | 5       |

## Титули і досягнення
- Володар Кубка Польщі (2):

«Ракув»: 2020-21, 2021-22
- Володар Суперкубка Польщі (2):

«Ракув»: 2021, 2022
- Чемпіон Польщі (1):

«Ракув»: 2022-23